# Romanische Sprachen

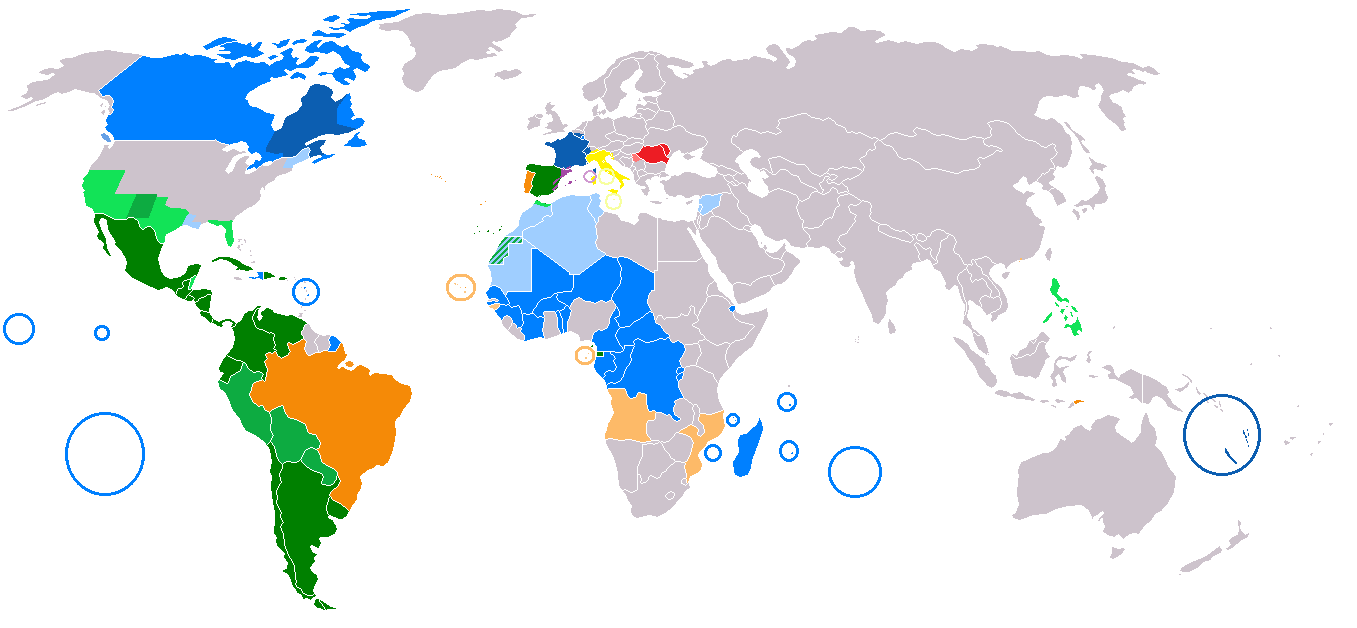
Die romanischen Weltsprachen: Dunkle Farbtöne stellen offiziellen Sprachstatus dar, hellere einen inoffiziellen Status mit weiter Verbreitung.
Spanisch
Portugiesisch
Französisch
Italienisch
Rumänisch
Katalanisch

Beziehungen und Verwandtschaften der romanischen Sprachen (Romania) (FP: Franko-Provenzalisch, IR: Istrorumänisch)

Die romanischen Sprachen gehören zum (modernen) italischen Zweig der indogermanischen Sprachen. Die Gruppe der romanischen Sprachen bietet insofern eine Besonderheit, als es sich um eine Sprachgruppe handelt, deren gemeinsame Vorläufersprache das Latein (Sprache aus der indogermanischen Sprachfamilie) (bzw. das Vulgärlatein) war, das in seiner Geschichte und schriftlichen Überlieferungen belegbar ist. Es gibt etwa 15 romanische Standardsprachen (und mehrere nicht-standardisierte, teils als Dialekte geltende), mit rund 700 Millionen Muttersprachlern, 850 Millionen inklusive Zweitsprechern. Die sprecherreichsten romanischen Sprachen sind Spanisch, Portugiesisch, Französisch, Italienisch und Rumänisch.

## Geschichte der sprachwissenschaftlichen Einordnung der romanischen Sprachen
Zu den ersten, die die romanischen und weitere europäische Sprachen klassifizierten und darüber schrieben, gehörte Rodrigo Jiménez de Rada mit seiner Geschichte der Iberischen Halbinsel von 1243 De rebus Hispaniae. De Rada unterschied drei große Gruppierungen, die er in die romanischen, slawischen und germanischen Sprachen aufteilte; zusätzlich erwähnte er weitere Sprachen, etwa das Ungarische und Baskische. In der spanischen Renaissance schrieb Andrés de Poza (1587) eine erste Klassifikation der romanischen Sprachen nieder. Es war eine Übersicht der romanischen Sprachen, welche auch das Rumänisch mit einschloss und bis in das 18. Jahrhundert ihre Bedeutung behielt.
Die allgemeine Entwicklung, die im 16. Jahrhundert begann, schritt weiter voran. Joseph Justus Scaliger ordnete Sprachen in eine romanische, griechische, germanische und slawische Familie, Georg Stiernhielm präzisierte und erweiterte diese Einteilung. Sebastian Münster erkannte eine Verwandtschaft zwischen Ungarisch, Finnisch und Samisch. Claudius Salmasius zeigte Ähnlichkeiten zwischen dem Griechischen und Latein sowie den iranischen und indischen Sprachen auf.
In Deutschland gilt Friedrich Christian Diez mit seiner „Grammatik der romanischen Sprachen“ von 1836 als Begründer der wissenschaftlichen Romanistik. Diez verfasste wissenschaftliche Arbeiten zur provenzalischen Literaturgeschichte, so „Die Poesie der Troubadours“ (1826), „Leben und Werke der Troubadours“ (1829). In seiner vergleichenden Grammatik der romanischen Sprachen – als dreibändiges Werk in der Zeit zwischen 1836 und 1844 erschienen – führte er auf, dass alle romanischen Sprachen auf das Vulgärlatein zurückgehen. Zu seinen Schülern in Bonn gehörten u. a. Hugo Schuchardt, Gaston Paris und Adolf Tobler. Mit dem Jahre 1876 folgte ihm an der Universität Bonn als Nachfolger Wendelin Foerster. Er begründete im Jahre 1878 das „Königliche romanische Seminar“ als das erste Universitätsinstitut für diese Disziplin. Auch er widmete sich der Erforschung der Sprachen, die sich aus dem Lateinischen entwickelt haben.

## Geschichte der romanischen Sprachen

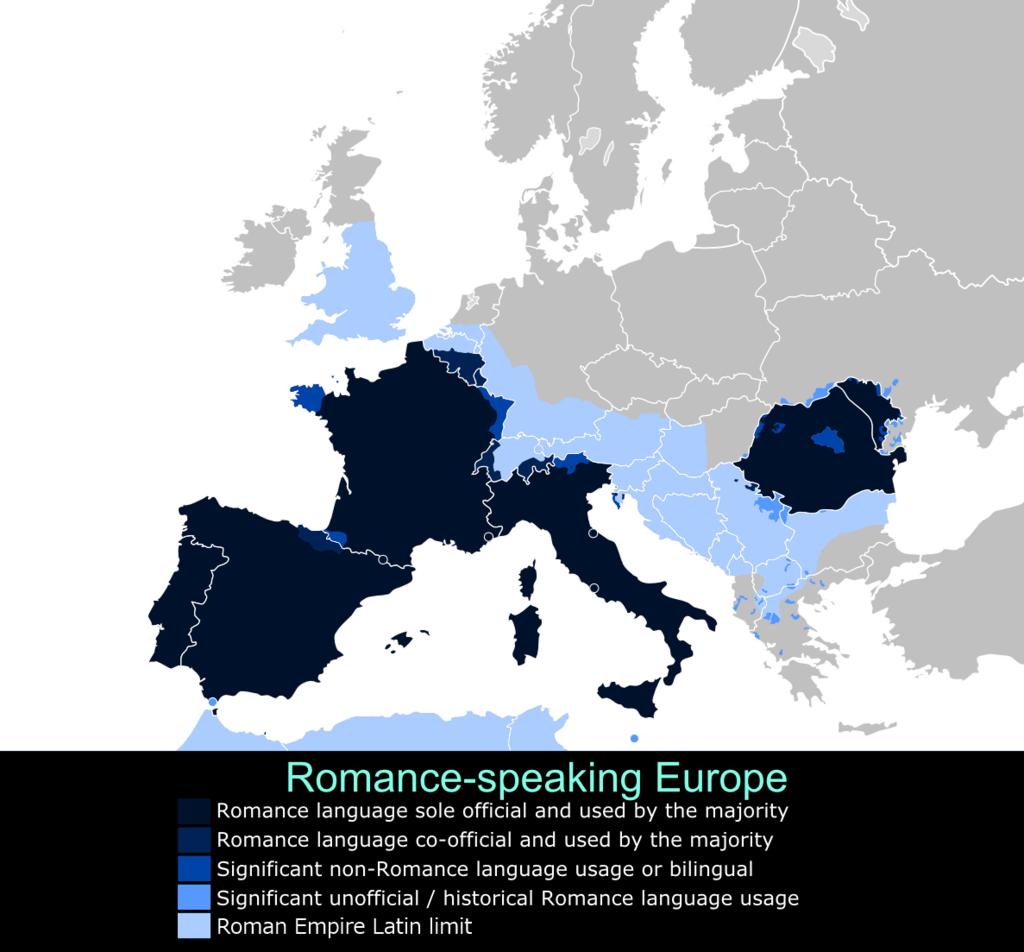
In den dunkel gefärbten Gebieten ist heute eine romanische Sprache Amtssprache und Mehrheitssprache. Hellblau: Verbreitung der lateinischen Sprache im Römischen Reich.

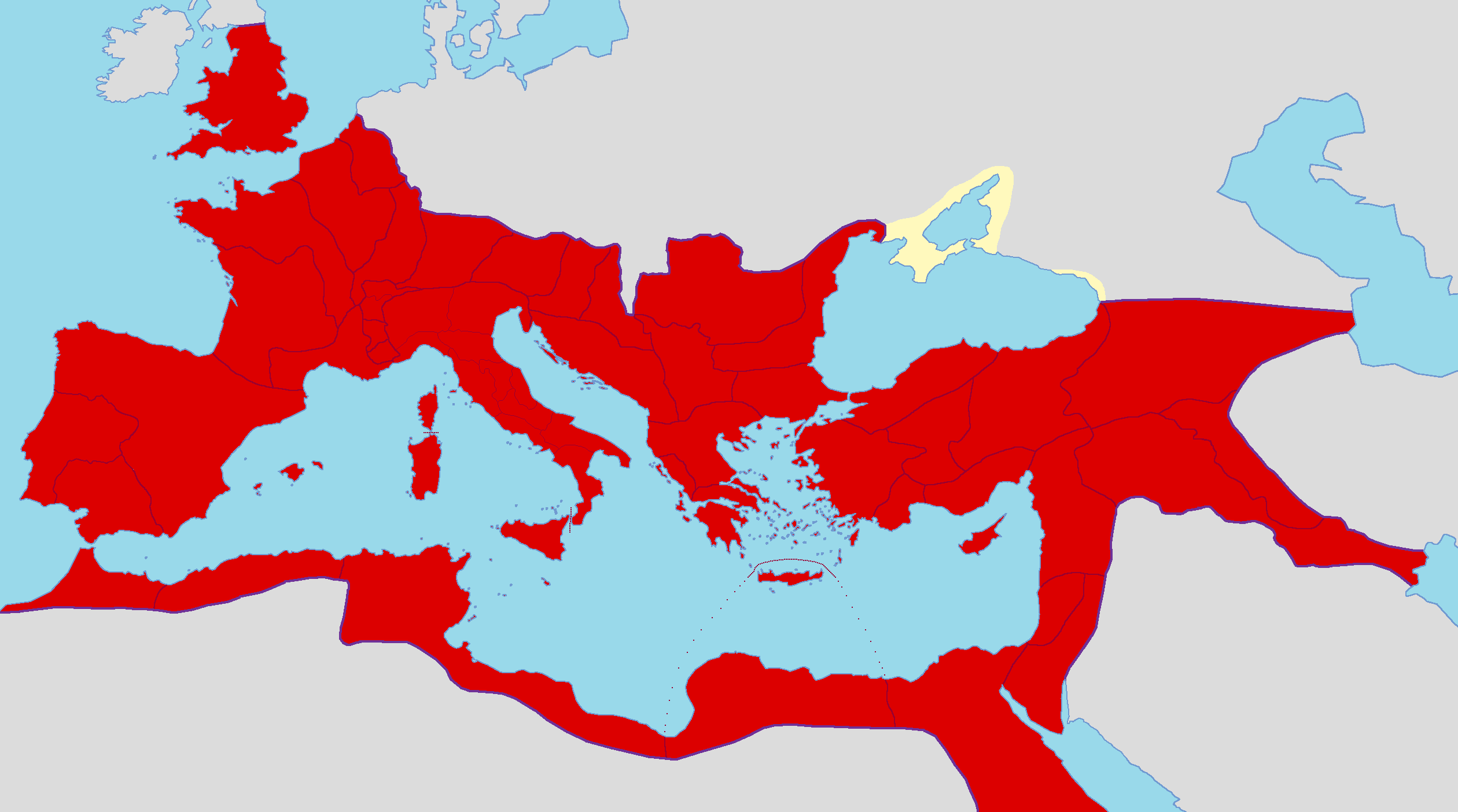
Das römische Imperium zur Zeit seiner größten Ausdehnung (116 n. Chr.)

Im Gegensatz zu den meisten anderen Sprachgruppen ist die Ursprache des Romanischen gut bezeugt: Es handelt sich um Latein, aus dem sich das gesprochene Latein der Spätantike (Volkslatein oder Vulgärlatein) entwickelte. Das Lateinische selbst gilt nicht als romanische Sprache, sondern wird zusammen mit den oskisch-umbrischen Sprachen zu den italischen Sprachen gerechnet, von denen nur das Lateinische heute noch „Nachkommen“ hat, nämlich die romanischen Sprachen.
Die Romanisierung begann als Ausbreitung der lateinischen Sprache in den durch das Römische Reich verwalteten Gebieten. Diese räumliche Ausweitung erreichte um 200 n. Chr. einen Höhepunkt.
Die Gebiete, in denen nur noch Relikte oder indirekte Zeugnisse des Lateinischen wie Ortsnamen vorhanden sind, nennt man Romania submersa („untergetauchte Romania“); im Zusammenhang mit dem noch heute romanischsprachigen Teil Europas wird von der Romania continua gesprochen. Mit Romania nova („neue Romania“) wird dasjenige Gebiet bezeichnet, in welches eine romanische Sprache erst durch die neuzeitliche Kolonisation gelangt ist.
Waren die sich aus der indogermanischen Ursprache entwickelnden altindogermanischen Sprachen, so das Sanskrit und dann in abnehmendem Grade das Griechische sowie das Latein, von einem synthetischen Sprachbau, kam es über die Entwicklung vulgärlateinischer Dialekte und Sprachen verstärkt zu einem analytischen Sprachbau. Diese Veränderung hatte weitreichende Folgen. Während bei mehr oder weniger reinen synthetischen Sprachen die Wortstellung frei ist und dadurch einen flexiblen Ausdruck gewährleistet, müssen in den analytischen Sprachen die Beziehungen durch Wortstellungen ausgedrückt werden. Hierzu schufen die Sprecher im Zuge dieser Hinwendung zum analytischen Sprachaufbau der romanischen Sprachen nunmehr Artikel vor den Substantiven, Personalpronomina vor den Verben, führten Hilfsverben in die Konjugation ein, ließen Präpositionen die Kasus ersetzen, führten Adverbien zur Komparation der Adjektive ein, verzichteten auf das Neutrum und vieles andere mehr.
Morphologisch haben die romanischen Verben in vieler Hinsicht die Verwendung von Wortformen bewahrt, zeigen aber auch an vielen Stellen eine Tendenz zu analytischen Bildungen. In der Morphologie der Nomen aber war die Entwicklung eine andere, es kam zu einem weitreichenden Verlust der Kasus – eine Entwicklung, die schon im Vulgärlatein nachweisbar ist, wo lateinische Kasusendungen regelmäßig durch Präpositionen ersetzt wurden.
Diese Entwicklung hin zu den romanischen Sprachen ergab eine völlig andere Syntax. Obgleich die Verbformen noch stark markiert sind, das Prädikat also seine kompakte Stellung behielt, wurden die syntaktischen Beziehungen zwischen den Satzgliedern nicht mehr durch die Kasus, sondern durch Präpositionen und die starrere Wortstellung ausgedrückt. Für den Sprecher wurden dadurch die Satzstellungsregeln einfacher, denn syntaktisch zusammengehörende Einheiten bleiben nebeneinander stehen.

## Heutige Standardsprachen
Die heutigen romanischen Standardsprachen sind:
| Sprache                                                        | Muttersprachler | Verbreitung |
| -------------------------------------------------------------- | --------------- | --- |
| Spanisch (español, castellano)                                 | 388.000.000     | Spanien, Mexiko, Mittel- und Südamerika (außer Brasilien, Guyana, Surinam, Französisch-Guayana), Äquatorialguinea, Westsahara und Teile der Vereinigten Staaten und der Philippinen. |
| Portugiesisch (português)                                      | 216.000.000     | Portugal, Brasilien, Angola, Äquatorialguinea, Mosambik, Osttimor, Kap Verde, Guinea-Bissau, São Tomé und Príncipe, Macau |
| Französisch (français)                                         | 110.000.000     | Frankreich, Belgien (Wallonien), westliche Kantone (Romandie) der Schweiz, Antillen, Kanada (vor allem Québec, Teile von Ontario und New Brunswick/Nouveau-Brunswick), Haiti, Vereinigte Staaten (Louisiana), in ehemaligen französischen und belgischen Kolonien Afrikas (vor allem Elfenbeinküste und DR Kongo) |
| Italienisch (italiano)                                         | 065.000.000     | Italien, Schweiz (Tessin und südliches Graubünden), San Marino, Vatikanstadt, Kroatien (Gespanschaft Istrien), Slowenien (Koper, Piran, Izola) |
| Rumänisch (română)                                             | 028.000.000     | Rumänien, Moldau, Serbien (Vojvodina und Timočka Krajina) und andere Länder in Osteuropa und Westasien (unter anderem Ukraine und Israel) |
| Katalanisch (català)                                           | 008.200.000     | Katalonien einschließlich des Roussillon (Südfrankreich), Andorra, Balearen, Valencia, Franja de Aragón und auf Sardinien in der Stadt L’Alguer/Alghero |
| Venetisch (vèneto)                                             | 005.000.000     | Italien (Venetien, Friaul-Julisch Venetien, Trentino), Kroatien (Istrien), Brasilien (Rio Grande do Sul) |
| Galicisch (galego)                                             | 003.000.000     | Spanien (Galicien) |
| Okzitanisch (occitan)                                          | 002.800.000     | südliches Drittel Frankreichs, Randgebiete Italiens (piemontesische Alpen) und Spaniens (Val d’Aran in Katalonien) |
| Sardisch (sardu)                                               | 001.200.000     | Sardinien (Italien) |
| Asturisch (asturianu)                                          | 000400.000      | Asturien (Spanien), Provinz León (leonés) und Teile Portugals (mirandesisch) |
| Furlanisch (furlan)                                            | 000350.000      | Friaul (Italien) |
| Bündnerromanisch (Rätoromanisch i. e. S.; rumantsch/romontsch) | 000060.000      | Schweiz (Graubünden) |
| Ladinisch (ladin)                                              | 000040.000      | Italien (Südtirol, Trentino, Venetien) |
| Aragonesisch (aragonés)                                        | 000012.000      | Aragonien (Spanien) Status als Standard umstritten |

## Romanische Sprachen nach Untergruppen

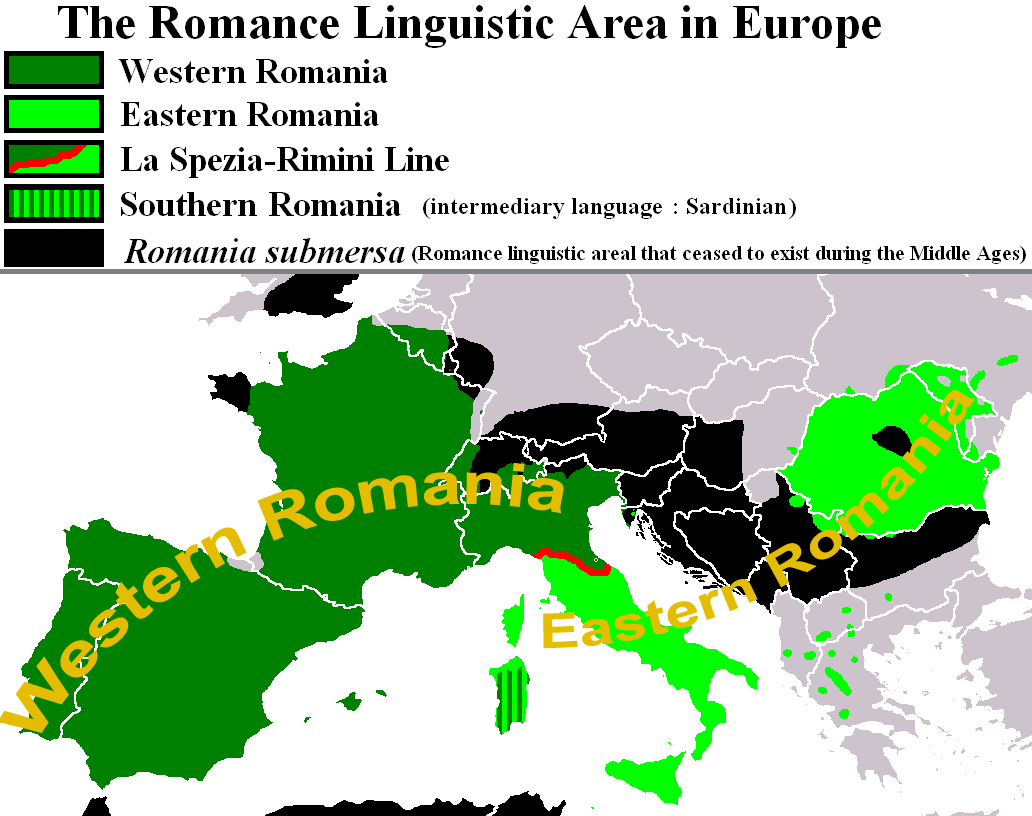
Das romanische Sprachareal in Europa und dessen Hauptgruppen

Die romanischen Sprachen lassen sich nach teilweise systemlinguistischen, teilweise geographischen Kriterien in mehrere Untergruppen einteilen. Bei der folgenden Liste der romanischen Sprachen ist zu beachten, dass bei vielen romanischen Idiomen die Aufzählung schwierig ist, da sie je nach Quelle mal als eigenständige Sprachen, mal als Dialekte geführt werden. Das hängt damit zusammen, dass sie nicht über eine einheitliche Standardsprache verfügen, sondern überwiegend neben einer anderen Standardsprache vor allem in informellen Kontexten verwendet werden (Diglossie).
Mit Ausnahme des Sephardischen und des Anglonormannischen handelt es sich bei den hier aufgezählten um Sprachformen, die sich direkt und in ungebrochener zeitlicher Kontinuität aus dem gesprochenen Latein entwickelt haben. Sie bilden in Europa mit Ausnahme des Rumänischen auch ein räumliches Kontinuum. Man spricht aufgrund der zeitlichen und räumlichen Kontinuität auch von der Romania continua.
Die wichtigste Unterscheidung unter den romanischen Sprachen auf dem Gebiet der historischen Lautlehre und Morphologie ist die zwischen ost- und westromanischen Sprachen. Zum Westromanischen werden das gesamte Iberoromanische und Galloromanische sowie die norditalienischen Varietäten und die rätoromanischen Sprachen (Bündnerromanisch, Ladinisch und Furlanisch) gerechnet; zum Ostromanischen das Italienische (mit Ausnahme der norditalienischen Varietäten) und das Balkanromanische. Das Sardische wird meist ganz von dieser Unterscheidung ausgenommen, da es keiner der beiden Gruppen klar zugeordnet werden kann.

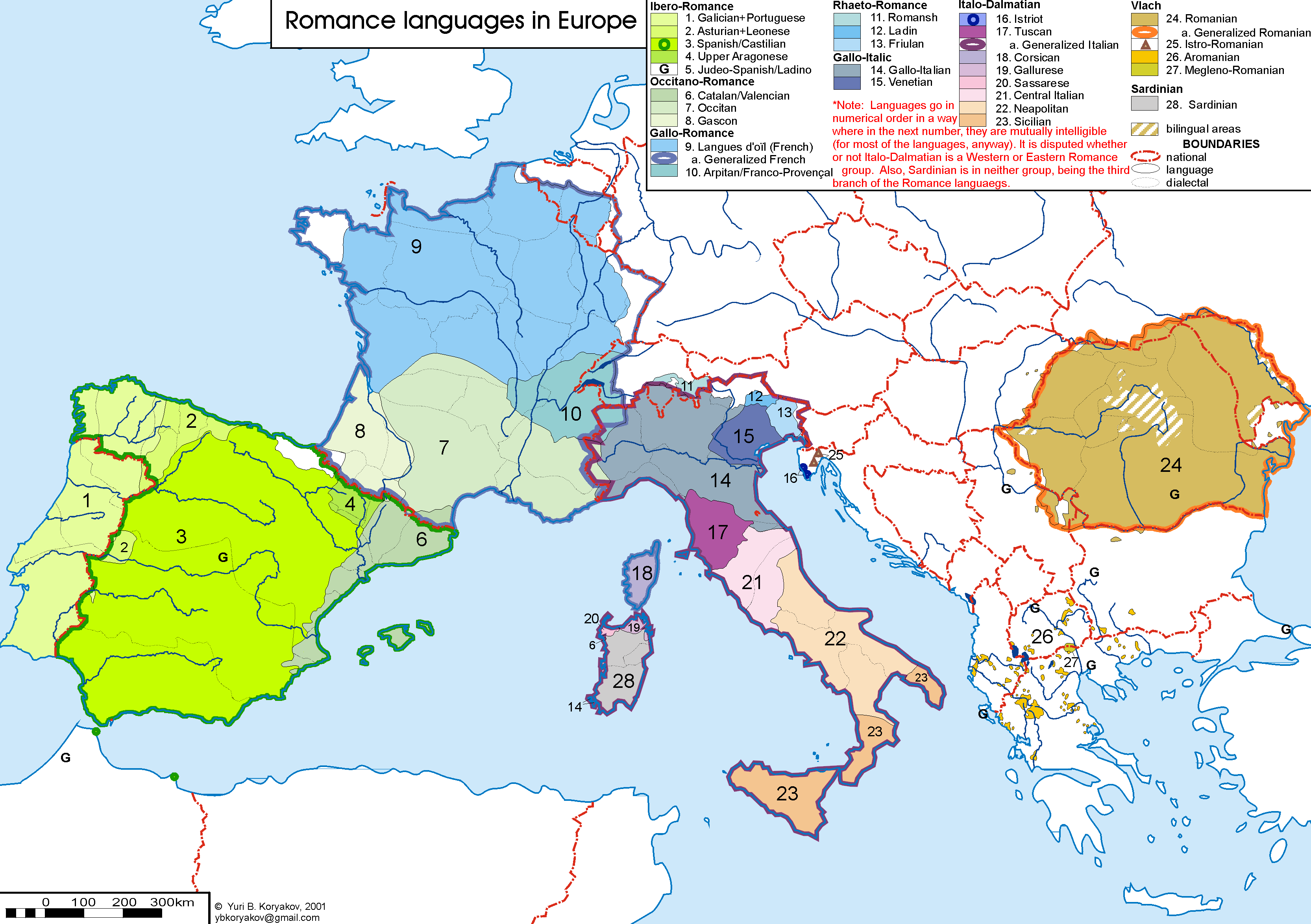
Die heutige Ausbreitung romanischer Sprachen in Europa

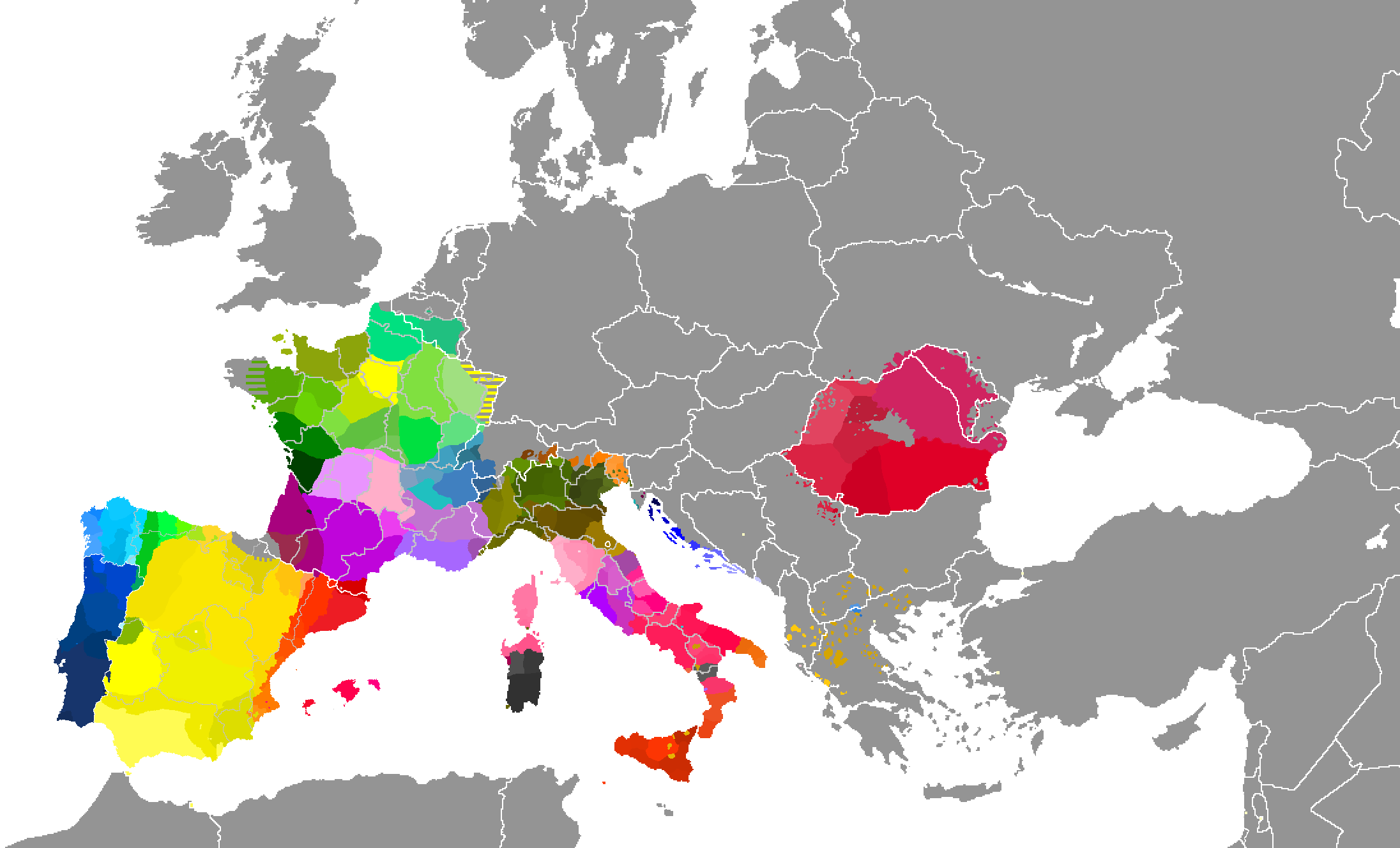
Romanische Sprachen und ihre Dialekte im 20. Jahrhundert in Europa

### Iberoromanische Sprachen
Zum Iberoromanischen gehören die spanische, die portugiesische und die galicische Standardsprache (letztere werden manchmal zu einem Diasystem zusammengefasst). Die Stellung des im Nordosten der Iberischen Halbinsel gesprochenen Katalanischen (einschließlich des Valencianischen) ist umstritten, es nimmt eine Übergangsstellung zwischen dem Iberoromanischen und dem Galloromanischen ein. Außerdem gehören zu den iberoromanischen Sprachen:
- Aragonesisch im Norden der Region Aragón in Spanien
- Asturleonesisch vor allem in der Region Asturien sowie den Provinzen León und Zamora in Spanien - entsprechend oft in Asturisch und Leonesisch aufgeteilt, was aber eher den politischen Grenzen als linguistisch nachvollziehbaren Dialektgrenzen gerecht wird. Weiter gehören folgende Idiome zur asturleonesischen Gruppe:
  - Mirandesisch im Nordosten Portugals, das dort lokale Amtssprache ist
  - Extremadurisch im Nordwesten der Extremadura sowie im Südwesten der Provinz Salamanca, teils auch als transitional zum andalusischen Dialekt des Spanischen angesehen
  - Kantabrisch als Bezeichnung für Übergangsdialekte in Kantabrien zwischen Asturisch und Spanisch.
- Fala im Nordwesten der Extremadura, ein Idiom aus dem portugiesisch-galicischen Diasystem
- Judenspanisch oder Ladino, die Sprache der nach 1492 aus Spanien vertriebenen Sepharden, wird noch heute in der Türkei, in Israel und in New York gesprochen.
- Mozarabisch

### Galloromanische Sprachen
Auf fast dem gesamten Gebiet der galloromanischen Sprachen wird heute die französische Standardsprache verwendet. Nach systemlinguistischen Kriterien kann man die galloromanischen Sprachen in drei Gruppen unterteilen:
- Langues d’oïl. Zu diesen gehören neben dem Französischen mehrere enger mit diesem verwandte Dialekte, die von manchen auch als eigene Sprachen angesehen werden:
  - Picardisch in Nordfrankreich und Belgien
  - Wallonisch in Nordostfrankreich und Belgien
  - Anglonormannisch, die Sprache der normannischen Oberschicht im mittelalterlichen England nach 1066
  - Normannisch in Nordwestfrankreich und den Kanalinseln (Jèrriais auf der Insel Jersey, Dgèrnésiais auf der Insel Guernsey und Sercquiais auf der Insel Sark)
  - Gallo im östlichen Teil der Bretagne
  - Angevin in Westfrankreich
  - Poitevin in der Region Poitou Charentes (Westfrankreich)
  - Lothringisch in den lothringischen Départements Moselle, Meurthe-et-Moselle und Vosges, ein Unterdialekt ist Welche im Elsass.

- Franko-Provenzalisch. Unter diesem Begriff werden von Linguisten die Dialekte des mittleren Rhonetales, des größten Teiles der französischsprachigen Schweiz (Romandie), Savoyens und des Aostatales zusammengefasst. Eine Standardsprache oder ein eigenständiges Sprachbewusstsein existiert jedoch nicht, als Schriftsprache wird hier von Alters her das Französische verwendet.

- Okzitanisch oder Langue d’oc in Südfrankreich (Okzitanien), den Alpen Nordwestitaliens und der Val d’Aran in Katalonien. Dieses muss aufgrund des Systemabstandes auf alle Fälle als eigenständige romanische Sprache klassifiziert werden, besitzt jedoch keine allgemein anerkannte Standardvarietät:
  - Auvergnatisch in der Auvergne
  - Gaskognisch in Südwestfrankreich zwischen der Garonne und den Pyrenäen sowie in der Val d’Aran; in der Val d’Aran ist die lokale Varietät, das Aranesische, lokale Amtssprache.
  - Languedokisch im Languedoc
  - Limousinisch im Limousin
  - Nissart im Gebiet um Nizza (wird oft auch zum Provenzalischen gezählt)
  - Provenzalisch in der Provence (die Bezeichnung Provenzalisch wurde früher auch für das Okzitanische als Ganzes verwendet)

Die Abgrenzung des Galloromanischen zum Iberoromanischen und zum Italoromanischen innerhalb des romanischen Dialektkontinuums ist nicht eindeutig. Das Katalanische nimmt eine Übergangsstellung zwischen Galloromanisch und Iberoromanisch ein, die galloitalienischen Varietäten haben rein systemlinguistisch betrachtet mehr mit dem Galloromanischen gemeinsam als mit dem übrigen Italoromanischen, zu dem sie aus geographischen und kulturgeschichtlichen Gründen meist gezählt werden. Die enge Verzahnung mit dem Romanischen des heutigen Frankreichs wird aber beispielsweise in den gallischen/keltischen Reliktwörtern des Galloitalienischen deutlich, die zum größten Teil auch im keltischen Reliktwortschatz der Transalpina zu finden sind.

### Occitano-Romance
Als Occitano-Romance (engl., franz. occitano-roman, wörtl. Okzitanoromanisch) werden zuweilen Okzitanisch (einschl. Gaskognisch) und Katalanisch zusammengefasst.

### Rätoromanische Sprachen
Unter der Bezeichnung alpenromanische oder rätoromanische Sprachen werden oft das Furlanische, das Bündnerromanische und das Ladinische zusammengefasst. Sie wurden von den galloitalienischen Idiomen gleichsam isoliert, als sich deren Sprecher zunehmend an den zentralitalienischen Mundarten orientierten.

### Italoromanische Sprachen
Die einzige italoromanische Standardsprache ist das Italienische. Die übrigen italoromanischen Sprachen gehören mit Ausnahme des Korsischen und des Monegassischen alle zum Geltungsbereich der italienischen Standardsprache und werden deshalb oft auch als „italienische Dialekte“ klassifiziert. Sie lassen sich in drei Untergruppen einteilen, zwischen denen große Unterschiede bestehen:
- Die Varietäten der nördlichen Gruppe nehmen teils eine Übergangsstellung zum Galloromanischen ein. Diejenigen, die auf dem Gebiet der Lautentwicklung, der Morphologie und des Wortschatzes mehr damit gemein haben als mit dem übrigen Italoromanischen, werden daher auch als Galloitalienisch zusammengefasst. Das Venetische Romanisch im Nordosten Italiens weist jedoch größere Gemeinsamkeiten mit dem übrigen Italoromanischen auf. Zur nördlichen Gruppe gehören
  - als galloitalienische Varietäten:
    - Emilianisch und Romagnolisch in der Emilia-Romagna
    - Ligurisch in Ligurien; eine ligurische Varietät ist auch das Monegassische in Monaco
    - Lombardisch in der Lombardei und in der Südschweiz
    - Piemontesisch im Piemont,

sowie:
- Venezisch oder Venetisches Romanisch, in der Region Venetien in Nordostitalien.

- Mittelitalienische Varietäten (dialetti centrali) werden in den Regionen Toskana und Umbrien und im größten Teil von Latium und Marken gesprochen. Die Grenze zu den norditalienischen Varietäten folgt ungefähr der Linie La Spezia – Rimini, die Grenze zu den süditalienischen Varietäten der Linie Rom – Ancona. Sie bilden die Grundlage der italienischen Standardsprache. Das Korsisch auf Korsika, das dort neben dem Französischen auch in begrenztem Maße offizielle Anerkennung erlangt hat, gehört systemlinguistisch betrachtet auch zu den mittelitalienischen Varietäten, hat jedoch aus geographischen und kulturgeschichtlichen Gründen eine Sonderstellung.

- Die süditalienischen Varietäten (dialetti meridionali) werden in der südlichen Hälfte der Apenninhalbinsel und auf Sizilien gesprochen. Am bekanntesten sind das Neapolitanische in Kampanien und einigen benachbarten Landstrichen, die vielfältigen kalabresischen Dialekte in Kalabrien und das Sizilianische auf Sizilien.

- Das Istriotische wird im Südwesten Istriens gesprochen und wird zusammen mit der ausgestorbenen dalmatischen Sprache zu der Gruppe der dalmatoromanischen Sprachen gezählt.[12]

### Sardisch
Das Sardische auf Sardinien lässt sich keiner der Untergruppen der romanischen Sprachen zuordnen. Es besitzt derzeit keine einheitliche Standardsprache, muss jedoch aufgrund seines Abstandes zu den anderen romanischen Sprachen als eigenständige Sprache klassifiziert werden. Aufgrund der kulturellen und linguistischen Italianisierung der Sarden seit dem späten 18. Jahrhundert ist die sardische Sprache jedoch sehr gefährdet.

### Balkanromanische Sprachen
Zur balkanromanischen Sprachgruppe gehört als einzige Standardsprache das Rumänische (die von der rumänischen Schriftsprache überdachten Dialekte werden auch als Dakorumänisch zusammengefasst). Auch in der Republik Moldau ist nach einer Verfassungsänderung die Amtssprache wieder Rumänisch anstelle von Moldauisch.
Zur Gruppe der Balkanromania gehören zudem mehrere in Südosteuropa gesprochene Kleinsprachen:
- Aromunisch (auch Mazedorumänisch) im Norden Griechenlands, Nordmazedonien, Albanien, Kosovo
- Istrorumänisch im Nordosten Istriens (Kroatien)
- Meglenorumänisch in der oberen Meglen-Ebene an der Grenze zwischen Griechenland und Nordmazedonien.

## Ausgestorbene romanische Sprachen
Heute ausgestorbene romanische Sprachen (Romania submersa, untergegangene Romania) sind:
- Dalmatisch an der östlichen Adriaküste (mit den Varianten Vegliotisch auf der Insel Krk (italienisch: Veglia) und Ragusäisch um Dubrovnik (italienisch: Ragusa))
- Mozarabisch (im Spanien zwischen der arabischen Eroberung und der Reconquista)
- nordafrikanisches Romanisch
- moselromanische Sprache (romanische Sprachinsel im Moseltal)
- britisches (Vulgär-)Latein

## Kreolsprachen auf romanischer Grundlage
Manche Linguisten rechnen auch die romanisch-basierten Pidgins und Kreolsprachen zu den romanischen Sprachen.
Diese „neuromanischen Sprachen“ (Romania nova) lassen sich einteilen in:
- Lingua franca (Pidgin)
- französisch-basierte Kreolsprachen
- portugiesisch-basierte Kreolsprachen
- spanisch-basierte Kreolsprachen

## Sprachvergleich
Grammatische und Wortähnlichkeiten innerhalb der romanischen Sprachen bzw. zwischen diesen und dem Latein zeigen die folgenden Beispielsätze:
| Klassisches Latein                                        | (Ea) semper antequam cenat fenestram claudit.                                                                    |
| Klassisches Latein                                        | claudit semper fenestram antequam cenat.                                                                         |
| Vulgärlatein                                              | (Illa) semper fenestram claudit ante quam cenet.                                                                 |
| Latein in „romanischerem Satzbau“                         | (Illa) claudit semper fenestram ante quam cenet (oder: ante cenam = vor dem Mahl).                               |
| Aragonesisch                                              | (Ella) zarra siempre a finestra antes de cenar.                                                                  |
| Aromunisch                                                | (Ea/Nâsa) încljidi/nkidi totna firida ninti di tsinâ.                                                            |
| Asturisch                                                 | (Ella) pieslla siempres la ventana enantes de cenar.                                                             |
| Ayisyen                                                   | Li toujou ap fèmen nan dat fennèt la devan manje.                                                                |
| Bergamasco (östliches Lombardisch)                        | (Lé) la sèra sèmper sö la finèstra prima de senà.                                                                |
| Bolognese (Dialekt des Emilianischen)                     | (Lî) la sèra sänper la fnèstra prémma ed dsnèr.                                                                  |
| Bourbonnais (Dialekt)                                     | Alle farme terjou la croisée devant de souper.                                                                   |
| Bourgogne-Morvandiaux                                     | All farme tôjor lai fenétre aivan de dîgnai.                                                                     |
| Emilianisch                                               | (Lē) la sèra sèmpar sù la fnèstra prima ad snàr.                                                                 |
| Extremadurisch                                            | (Ella) afecha siempri la ventana antis de cenal.                                                                 |
| Frainc-Comtou                                             | Lèe çhioûe toûedge lai f’nétre d’vaïnt loù dénaie.                                                               |
| Frankoprovenzalisch                                       | (Le) sarre tojors la fenètra devant de goutar/dinar/sopar.                                                       |
| Walliser Frankoprovenzalisch                              | (Ye) hlou totin a fenetre deant que de cena.                                                                     |
| Französisch                                               | Elle ferme toujours la fenêtre avant de dîner/souper.                                                            |
| Furlanisch                                                | (Jê) e siere simpri il barcon prin di cenâ.                                                                      |
| Galicisch                                                 | (Ela) pecha/fecha sempre a fiestra/xanela antes de cear.                                                         |
| Gallo                                                     | Ol barre terjou la couésée avant qhe de hamer.                                                                   |
| Idiom Neutral                                             | Ila sempre klos fenestr ante ke ila dine.                                                                        |
| Italienisch                                               | (Ella/Lei) chiude sempre la finestra prima di cenare.                                                            |
| Interlingua                                               | Illa claude sempre le fenestra ante (de) soupar.                                                                 |
| Katalanisch                                               | (Ella) sempre tanca la finestra abans de sopar.                                                                  |
| Korsisch                                                  | (Ella/Edda) chjode sempre u purtellu nanzu di cenà.                                                              |
| Ladinisch                                                 | (Ëra) stlüj dagnora la finestra impröma de cenè. (badiot) (Ëila) stluj for l viere dan maië da cëina (gherdëina) |
| Ladino                                                    | Eya serra syempre la ventana antes de senar.                                                                     |
| Latino sine flexione                                      | Illa claude semper fenestra antequam illa cena.                                                                  |
| Leonesisch                                                | (Eilla) pecha siempre la ventana primeiru de cenare.                                                             |
| Ligurisch                                                 | (Le) a saera sempre u barcun primma de cenà.                                                                     |
| Lingua Franca Nova                                        | El sempre clui la fenetra ante cuando el come.                                                                   |
| Lombardisch (Westen)                                      | (Lee) la sara sù semper la finestra primma de disnà/scenà.                                                       |
| Magoua-Dialekt (Quebec)                                   | (Elle) à fàrm toujour là fnèt àvan k'à manj.                                                                     |
| Mailänder Dialekt (Dialekt des Lombardischen)             | (Le) la sara semper sü la finestra prima de disnà.                                                               |
| Morisyen                                                  | Li touzur pou ferm lafnet avan (li) manze.                                                                       |
| Mirandesisch                                              | (Eilha) cerra siempre la bentana/jinela atrás de jantar.                                                         |
| Mozarabisch                                               | Ella cloudet sempre la fainestra abante da cenare. (rekonstruiert)                                               |
| Neapolitanisch                                            | Essa nzerra sempe 'a fenesta primma 'e magnà.                                                                    |
| Normannisch                                               | Ol barre tréjous la crouésie devaunt de daîner.                                                                  |
| Occidental                                                | Ella sempre clude li fenestre ante supar.                                                                        |
| Okzitanisch                                               | (Ela) barra sempre/totjorn la fenèstra abans de sopar.                                                           |
| Picardische Sprache                                       | Ale frunme tojours l’ creusèe édvint éd souper.                                                                  |
| Piemontesisch                                             | Chila a sara sèmper la fnestra dnans ëd fé sin-a/dnans ëd siné.                                                  |
| Portugiesisch                                             | Ela fecha sempre a janela antes de jantar/cear.                                                                  |
| Römisch (Stadtdialekt Roms)                               | (Quella) chiude sempre ’a finestra prima de magnà.                                                               |
| Rumänisch                                                 | (Ea) închide întotdeauna fereastra înainte de a lua cina.                                                        |
| Rätoromanisch                                             | Ella clauda/serra adina la fanestra avant ch’ella tschainia.                                                     |
| Sardisch                                                  | Issa sèrrat sémper/sémpri sa bentàna innantis de chenàre/cenài.                                                  |
| Sassaresisch                                              | Edda sarra sempri lu balchoni primma di zinà.                                                                    |
| Sizilianisch                                              | Idda chiui sempri la finestra prima di pistiari/manciari.                                                        |
| Spanisch                                                  | (Ella) siempre cierra la ventana antes de cenar.                                                                 |
| Umbrisch                                                  | Essa chjude sempre la finestra prima de cena'.                                                                   |
| Venezianisch                                              | Eła ła sara/sera sempre ła fenestra vanti de xenàr/disnar.                                                       |
| Wallonisch                                                | Ele sere todi li finiesse divant di soper.                                                                       |
| Übersetzung                                               | Sie schließt immer das Fenster, bevor sie zu Abend isst.                                                         |
| Übersetzung mit verändertem Satzbau (im Deutschen falsch) | Immer bevor sie zu Abend isst, sie schließt das Fenster.                                                         |
Auch die folgende Übersicht macht Ähnlichkeiten, aber auch Unterschiede im Wortschatz anhand einiger Beispielwörter deutlich.
| Latein (Substantiv im Nominativ und Akkusativ) | Französisch         | Italienisch                | Spanisch | Okzitanisch           | Katalanisch | Portugiesisch | Galicisch | Rumänisch                           | Sardisch       | Korsisch         | Frankoprovenzalisch | Rätoromanisch | Ladinisch | Furlanisch | Deutsche Übersetzung |
| ---------------------------------------------- | ------------------- | -------------------------- | -------- | --------------------- | ----------- | ------------- | --------- | ----------------------------------- | -------------- | ---------------- | ------------------- | ------------- | --------- | ---------- | -------------------- |
| clavis/clavem                                  | clé, seltener: clef | chiave                     | llave    | clau                  | clau        | chave         | chave     | cheie                               | crae           | chjave/chjavi    | clâ                 | clev          | tle       |            | Schlüssel            |
| nox/noctem                                     | nuit                | notte                      | noche    | nuèch (nuèit)         | nit         | noite         | noite     | noapte                              | notte          | notte/notti      | nuet                | not           | nöt       |            | Nacht                |
| cantare [Verb]                                 | chanter             | cantare                    | cantar   | cantar (chantar)      | cantar      | cantar        | cantar    | cânta(re)                           | cantare        | cantà            | chantar             | chanter       | ciantè    |            | singen               |
| capra/capram                                   | chèvre              | capra                      | cabra    | cabra (chabra, craba) | cabra       | cabra         | cabra     | capră                               | cabra          | capra            | cabra / chiévra     | chevra        | cioura    |            | Ziege                |
| lingua/linguam                                 | langue              | lingua                     | lengua   | lenga                 | llengua     | língua        | lingua    | limbă                               | limba          | lingua           | lenga               | lingua        | lingaz    |            | Sprache              |
| platea/plateam                                 | place               | piazza                     | plaza    | plaça                 | plaça       | praça         | praza     | piață                               | pratza, pratha | piazza           | place               | plazza        | plaza     |            | Platz                |
| pons/pontem                                    | pont                | ponte                      | puente   | pont (pònt)           | pont        | ponte         | ponte     | punte (nur Holzbrücke)              | ponte          | ponte/ponti      | pont                | punt          | punt      |            | Brücke               |
| ecclesia/ecclesiam                             | église              | chiesa                     | iglesia  | glèisa (glèia)        | església    | igreja        | igrexa    | biserică (lat. basilica)            | creia, cresia  | ghjesgia         | églésé              | baselgia      | dlijia    |            | Kirche               |
| hospitalis, -e [Adjektiv, Bedeutung: Gast-]    | hôpital             | ospedale                   | hospital | espital (espitau)     | hospital    | hospital      | hospital  | spital                              | ispidale       | spedale/uspidali | hèpetâl             | ospidel       | ospedal   |            | Krankenhaus          |
| caseus/caseum Vulgärlateinisch formaticum      | fromage             | formaggio (seltener cacio) | queso    | formatge (hormatge)   | formatge    | queijo        | queixo    | caș (Käse) / brânză (salziger Käse) | casu           | casgiu           | tôma / fromâjo      | chaschöl      | ciajò     |            | Käse                 |

## Plansprachen auf teilweise romanischer Grundlage
Die allermeisten Plansprachen sind eine reformierte romanische Sprache oder eine Synthese aus mehreren romanischen Sprachen. Unter der sogenannten naturalistischen Richtung versteht man eben solche Plansprachen. Das bekannteste und wichtigste Beispiel ist die Latino sine flexione von 1903 oder die spätere Interlingua von 1951. Aber auch das Esperanto der sogenannten autonomen Richtung hat seinen Wortschatz zu mehr als drei Vierteln aus dem Lateinischen und romanischen Sprachen, vor allem dem Französischen.

### Umfassende wissenschaftliche Werke
- Georg Bossong: Die romanischen Sprachen. Eine vergleichende Einführung. Buske, Hamburg 2008, ISBN 978-3-87548-518-9 (+ 1 CD)
- Gerhard Ernst (Hrsg.): Romanische Sprachgeschichte. Ein internationales Handbuch zur Geschichte der romanischen Sprachen. Drei Teile (= Handbücher zur Sprach- und Kommunikationswissenschaft, Bd. 23). de Gruyter, Berlin 2003–2008.
- Martin Harris, Nigel Vincent (Hrsg.): The Romance Languages. Routledge, London 2000, ISBN 0-415-16417-6 (EA London 1988).
- Harri Meier: Die Entstehung der romanischen Sprachen und Nationen (Das Abendland; Bd. 4). Pro Quest, Ann Arbor, Mich. 1984 (unveränd. Nachdr. d. Ausg. Frankfurt/M. 1941)
- Günter Holtus, Michael Metzeltin, Christian Schmitt (Hrsg.): Lexikon der Romanistischen Linguistik. 12 Bände. Niemeyer, Tübingen 1988–2005, ISBN 3-484-50250-9.
- Rebecca Posner: The Romance Languages. Cambridge University Press, Cambridge 1996, ISBN 0-521-23654-1 (EA New York 1966)
- Lorenzo Renzi: Nuova introduzione alla Filologia romanza (Studi linguistici e semio logici; Bd. 6). Il Mulino, Bologna 2002, ISBN 88-15-04340-3 (EA Bologna 1994).
  - deutsch: Einführung in die romanische Sprachwissenschaft. Niemeyer, Tübingen 2010, ISBN 978-3-11-094516-4 (EA Tübingen 1981).
- Carlo Tagliavini: Le origini delle lingue neolatine. Introduzione alla filologia romanza. Editorial Patron, Bologna 1982, ISBN 88-555-0465-7.
  - deutsch: Einführung in die romanische Philologie. Francke, Bern 1998, ISBN 3-8252-8137-X (EA Bern 1972).

### Kürzere Einführungen
- Georg Kremnitz: Geschichte der romanischen Sprachwissenschaft. Unter besonderer Berücksichtigung der Entwicklung der Zahl der romanischen Sprachen (= Bachelor master studies, Bd. 8). Praesens Verlag, Wien 2016, ISBN 978-3-7069-0876-4 (2. neu bearb. u. erw. Aufl. 2019, ISBN 978-3-7069-1049-1).

- Alwin Kuhn: Die romanische Philologie, Bd. 1: Die romanischen Sprachen. Francke, Bern 1951.
- Petrea Lindenbauer, Michael Metzeltin, Margit Thir: Die romanischen Sprachen. Eine einführende Übersicht. Egert, Wilhelmsfeld 1995, ISBN 3-926972-47-5.
- Michael Metzeltin: Las lenguas románicas estándar. Historia de su formación y de su uso. Academia de la Llingua Asturiana, Uviéu 2004, ISBN 84-8168-356-6 (Google books).
- Michael Metzeltin: Erklärende Grammatik der romanischen Sprachen, Satzkonstruktion und Satzinterpretation (Praesens Studienbücher; Bd. 17). Praesens, Wien 2010, ISBN 978-3-7069-0548-0.
- Rainer Schlösser: Die romanischen Sprachen (Beck’sche Reihe; Bd. 2167). Beck, München 2005, ISBN 3-406-44767-8 (EA München 2001).
- Carl Vossen: Mutter Latein und ihre Töchter. Europas Sprache und ihre Zukunft. Stern-Verlag, Düsseldorf 1999, ISBN 3-87784-036-1 (EA Frankfurt/M. 1968).